# ناجية السيد
ناجية السيد، سياسة ليبية وهى مهندسة بدرجة أستاذ دكتور وهى مفوضة الموارد البشرية، والعلوم والتكنولوجيا للإتحاد الإفريقي.

## وصلات خارجية
Nagia Essayed bio